# Monika Soćko
Monika Soćko, nata Monika Bobrowska (Varsavia, 24 marzo 1978), è una scacchista polacca, grande maestro.

## Carriera

### Giovanili e juniores
Giunse seconda nel campionato del mondo giovanile under 10 a Timișoara nel 1988 e nel campionato del mondo under 12 nel 1990 a Fond du Lac. È stata inoltre campionessa europea under 18 nel 1996.

### Risultati individuali
Ha conseguito il titolo di Grande Maestro assoluto nel 2008, prima giocatrice polacca ad ottenere questo risultato.
Ha vinto per otto volte il campionato polacco femminile, nel 1995, 2004, 2008, 2010, 2013, 2014, 2016 e 2017.
Nel 2010 è giunta terza ai campionati europei individuali femminili.
Nel novembre 2018 ha preso parte al Campionato del mondo femminile. Dopo aver superato nel primo turno l'Ucraina giocatrice per Israele Yuliya Shvayger per 1½ - ½ è stata eliminata al secondo turno dalla iraniana Mobina Alinasab per 0 - 2.
Nell'agosto 2022 vince con 8,5/11 l'edizione annuale dell'Europeo individuale femminile.
Ha raggiunto il massimo punteggio Elo nell'aprile 2008 con 2505 punti Elo (11ª al mondo in campo femminile e 1ª polacca).

### Nazionale
Ha partecipato con la squadra femminile polacca a undici olimpiadi degli scacchi dal 1994 al 2016, ottenendo una medaglia d'oro individuale in terza scacchiera, una medaglia d'argento di squadra alle Olimpiadi di Baku 2016 e una di bronzo di squadra alle Olimpiadi di Bled 2002.
Nei campionati europei a squadre femminili ha vinto un oro (2005), due argenti (2007 e 2011) e un bronzo (2013), oltre a un oro individuale (seconda scacchiera) nel 2005.

### Club
Dal 2014 al 2016 ha vinto 3 Campionati Italiani Femminili a Squadre (CISF) con la squadra del Fischer Chieti .

### Vita privata
È sposata con il grande maestro polacco Bartosz Soćko. Hanno tre figli.